# Култура Терамар
Културата Терамар (Terramare, Terramara, Terremare) е археологична култура, съществувала между ок. 1750 пр.н.е. до ок. 1150 пр.н.е., по времето на Средната бронзовата ера в Северна Италия.
Тя е разпростряна в долината на По, най-вече южно от реката (в Емилия-Романя), но също и в Ломбардия, главно на Гарда езеро, също около Верона във Венето и във Фриули. Принадлежи към групата на т.нар. наколните селища, които са доказани около Алпите от ок. 4250 пр.н.е.